# Diviser pour régner (film)
Pour les articles homonymes, voir Diviser pour régner.
Série Pourquoi nous combattons
Les nazis attaquent (en)
(1943) La Bataille d'Angleterre (en)
(1943)
Pour plus de détails, voir Fiche technique et Distribution.
Diviser pour régner (Divide and Conquer) est un documentaire de propagande tourné en 1943 par Frank Capra, qui retrace l'histoire de la conquête de l'Europe de l'ouest par l'armée allemande en 1940. C'est le troisième volet d'une série qui en compte sept, Pourquoi nous combattons (Why We Fight), et dont le premier obtient un Oscar dans la catégorie « documentaire » en 1942.

## Scénario
L'action du film se situe immédiatement après l'invasion de la Pologne. Des deux principaux Alliés occidentaux en 1940, le Royaume-Uni est le premier à être mentionné. Le blocus de l'Allemagne par la Marine royale britannique explique que l'Allemagne soit forcée à attaquer pour assouvir son désir de conquête mondiale.
Le rôle de la propagande et de la trahison des petits pays neutres d'Europe du Nord est mise en avant. Le Danemark semble rassuré par Hitler disant : « Nous avons conclu un pacte de non-agression avec le Danemark » ; la Norvège se satisfait de l'affirmation que « l'Allemagne n'a jamais eu de querelle avec les États du Nord et n'en a pas aujourd'hui » ; les Pays-Bas croient que « le nouveau Reich s'est toujours efforcé de maintenir l'amitié traditionnelle avec la Hollande » ; et la Belgique acquiesce au fait que « [l]e Reich n'a fait aucune demande qui puisse en aucune manière être considérée comme une menace pour la Belgique ». Pourtant, chacun de ces pays va être envahi et conquis. À chaque fois, les citations tirées des discours de Hitler sont superposées sur les images de guerre.
Les premières cibles allemandes en 1940 sont le Danemark et la Norvège. La campagne victorieuse de Norvège offre à l'Allemagne des fjords utiles pour y loger des bases de sous-marins et des terrains pour construire des aérodromes rendant possible l'envoi de bombardiers vers la base navale britannique de Scapa Flow.

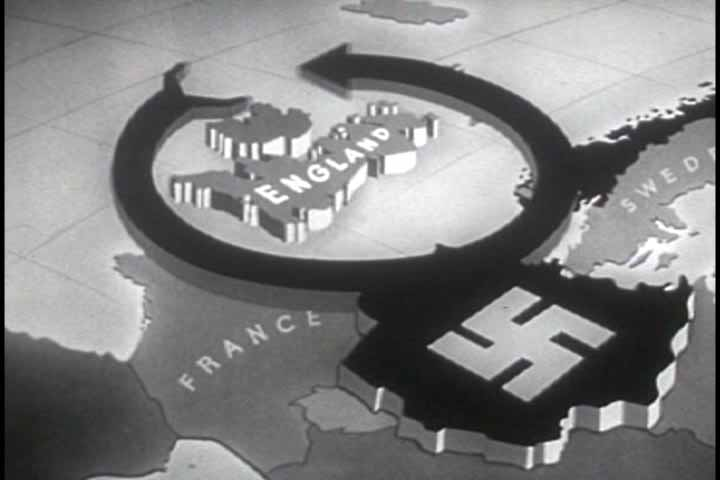
Représentation du mouvement en tenaille imaginé par la stratégie allemande pour envahir finalement le Royaume-Uni

Pour expliquer l'invasion surprise du Danemark et la prise de contrôle de tous les ports de Norvège, le film accuse les Nazis d'avoir utilisé des navires de type cheval de Troie, ressemblant à des navires marchands mais dissimulant des troupes, des chars et des canons d'artillerie. La traîtrise d'hommes politiques tels Vidkun Quisling est également soulignée. Le film finit par comparer Hitler au gangster John Dillinger, et une animation montre que l'occupation de la Norvège est le premier acte d'un mouvement en tenaille géant visant la Grande-Bretagne. La conquête de la France constitue le deuxième acte.
L'histoire de la campagne de France commence par un rappel de la bataille de la Marne de 1914. L'esprit offensif du général Ferdinand Foch est souligné : « Mon centre cède, ma droite recule, impossible de me mouvoir, situation excellente, j'attaque ! ». En contrepoint, le film décrit l'orientation défensive de la France des années 1930, illustrée par la ligne Maginot, qu'il explique par la souffrance des millions de victimes françaises de la Première Guerre mondiale, ainsi que par l'activité de la propagande nazie, la corruption du milieu politique, et l'avidité de quelques-uns.

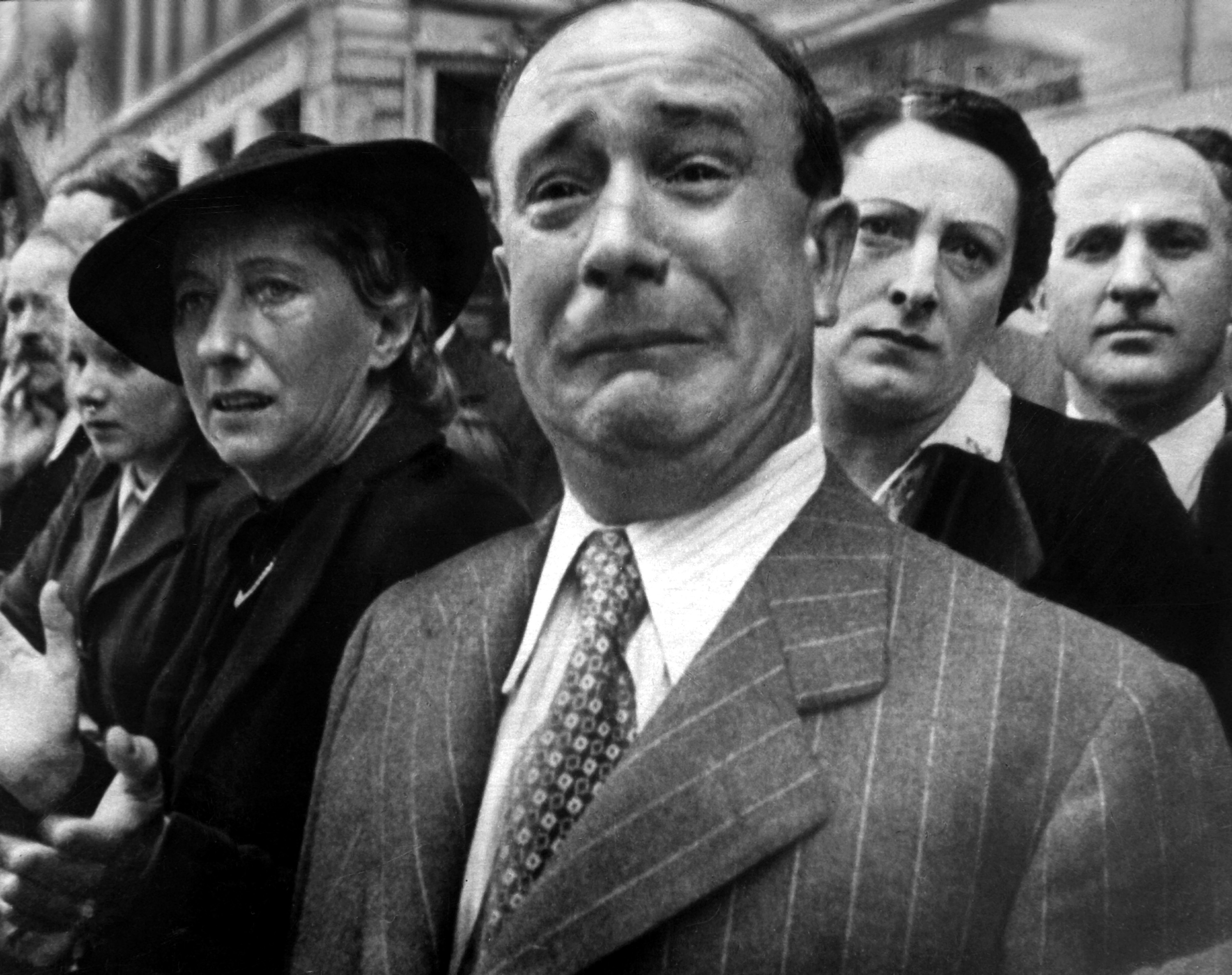
Une scène célèbre de Diviser pour régner montre (à 54 min 50 s) le départ de l'armée française vaincue du port de Marseille, alors que la France est envahie par les Nazis et que le régime de Pétain collabore avec ces derniers. L'image de cet homme en pleurs devient la représentation iconique de la défaite française.

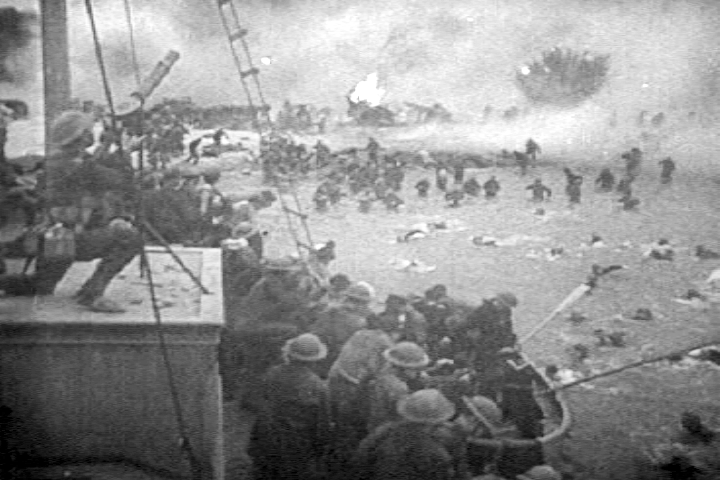
Le film comprend une reconstitution de l'évacuation des troupes britanniques sous le feu sur la plage de Dunkerque.

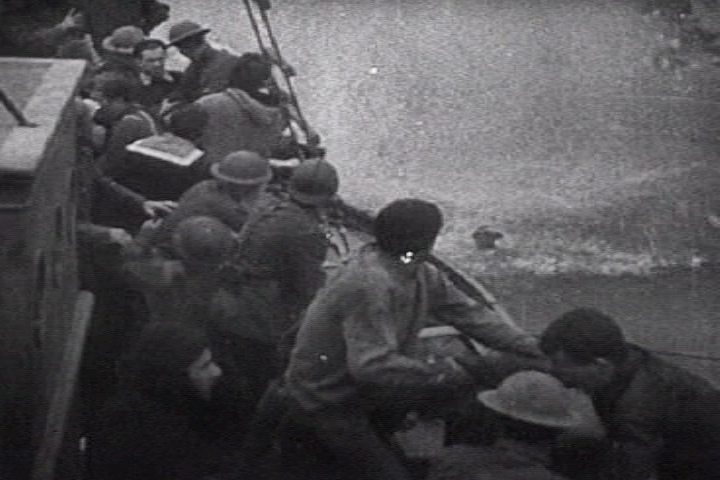
Reconstitution d'une scène où un pêcheur britannique donne un coup de main à un soldat allié tandis qu'une bombe lancée par un Stuka explose quelques mètres plus loin.

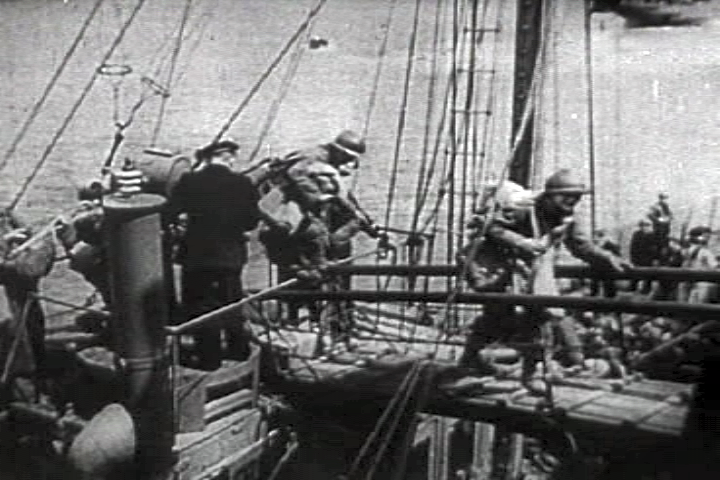
Des images documentaires sont mélangées à la reconstitution de l'évacuation de Dunkerque, ici des troupes françaises embarquant sur un navire britannique à Dunkerque.

La stratégie allemande pour envahir la France est discutée au regard de l'attaque de 1870 via l'Alsace-Lorraine et l'attaque de 1914 via la Belgique. Les Français, estimant la ligne Maginot imprenable, s'attendent à ce que l'attaque allemande passe à nouveau par la Belgique, comme elle l'a fait en 1914. L'ordre de bataille français en 1940 prévoit 78 divisions françaises le long de la frontière avec la Belgique, 15 dans la ligne Maginot, 10 face aux forces de l'Italie fasciste et 3 face à l'Espagne franquiste. Le Corps expéditionnaire britannique fournit 10 divisions supplémentaires. La drôle de guerre stabilise le front pendant quelques mois.
Pendant ce temps, l'armée allemande entame l'invasion des Pays-Bas, appuyée par de nombreux commandos parachutistes. Elle écrase également la résistance belge au fort d'Ében-Émael, aidée par le fait d'avoir pu entrainer ses troupes sur une copie exacte de la forteresse construite en Tchécoslovaquie occupée. Les Nazis commettent partout des atrocités et crimes de guerre, telles que le bombardement de Rotterdam malgré la reddition de la ville, et des attaques sauvages contre les villages et les petites villes, conçues pour pousser les réfugiés sur les routes afin d'empêcher le mouvement des troupes alliées.
L'attaque nazie contre la Belgique et les Pays-Bas est une diversion pour cacher l'attaque massive à travers les Ardennes, là où les Alliés s'y attendent le moins. Un officier militaire américain utilise une animation pour montrer la technique de la Blitzkrieg allemande : les chars avancent en premier tandis que l'infanterie se déploie sur les côtés et forme des murs solides, qui protègent le centre de la colonne où s'amassent les camions qui convoient nouveaux combattants, armes et carburant.
Le film se termine sur une apologie du Général de Gaulle et du général Giraud, représentant une France prête à se relever et à reprendre le combat depuis l'Afrique du nord.